# Sociedad Francesa de Seguros Multirriesgo
La Sociedad Francesa de Seguros Multirriesgo (SFAM) es una sociedad francesa especializada en seguros premium para teléfonos móviles y otros dispositivos multimedia, con sede en Romans-sur-Isère, en el departamento de Drôme. El grupo cuenta con 1.600 empleados y alcanzó una facturación de 500 millones de euros en 2018.
De acuerdo a lo señalado en el sitio web oficial de la empresa, SFAM diseña, desarrolla y administra contratos de seguros y servicios adicionales sobre productos de consumo diario en el mercado europeo.
La compañía está presente en Francia, Bélgica, España y Suiza y ha crecido un 2.500% en los últimos cinco años.  En febrero de 2018, la sociedad se convirtió en la segunda accionaria del grupo Fnac Darty, tras comprar por 335 millones de euros, el 11% del capital.

## Historia
Fundada en 1999, SFAM es una filial del grupo SFAM Développement, una sociedad por acciones simplificadas adquirida en 2018 por Sadri Fegaier y por la firma de inversión privada francesa, Ardian. La compañía comienza su actividad, comercializando sus productos de seguros desde sus propios puntos de venta en la región francesa de Ródano-Alpes.
En 2009, SFAM comienza a desarrollarse a nivel nacional. En ese mismo año, la empresa anuncia el lanzamiento de una póliza de seguro contra todo riesgo para teléfonos móviles y multimedia, incluyendo la cobertura de la pérdida y de la negligencia para dichos equipos. De esta manera, SFAM se convierte en el primer intermediario en ofrecer un seguro contra todo riesgo, combinado con un servicio de reciclaje de teléfonos móviles.
En enero de 2016, el fondo Winch Capital 3, administrado por Edmond de Rothschild Investment Partners, adquiere una participación minoritaria en el capital del Grupo SFAM. En septiembre de 2016, la compañía inaugura su sede social en Romans-sur-Isère y continúa consolidando un fuerte crecimiento.
En octubre de 2016, Sfam se comprometió con el Programa de Apoyo Social y Nutricional en zonas urbanas de Madagascar de la ONG Acción Contra el Hambre, aportando una suma de 300.000 euros a la causa. En esa ocasión, Sadri Fegaier, presidente del grupo Sfam, anunció: “Nuestro grupo ha alcanzado un gran crecimiento desde su creación, queremos compartir el fruto de nuestros esfuerzos y formar parte de una asociación a largo plazo con Acción Contra el Hambre”.
En enero de 2017, la empresa adquiere el centro de llamadas B2S situado en Roanne, con la promesa de crear entre 150 y 200 empleos. Meses más tarde, la empresa obtiene la distinción de HappyAtWork, que premia a las empresas en las que los empleados se sienten más a gusto. En julio de ese mismo año, la empresa adquiere la agencia de comunicación digital Actualys.
El 6 de febrero de 2018, SFAM se convierte en el segundo mayor accionista del grupo Fnac Darty al comprar por 335 millones de euros, el 11% del capital del grupo, que poseía el fondo Knight Vinke. Con la ayuda del grupo de capital privado Ardian, SFAM se sitúa por detrás de Ceconomy, primer accionista de Fnac Darty.
El 16 de julio de 2018, la plataforma de coinversión constituida por CDC International Capital y Mubadala Investment Company, anunció su participación en Sfam, como parte de una ampliación de capital para financiar su crecimiento.

## Desarrollo comercial
La compañía se especializa en la comercialización de productos de seguros con garantías extendidas, en particular en el mercado de productos portátiles de alta tecnología. Por el momento, SFAM está presente en Francia, Bélgica, España y Suiza, aunque la empresa anunció su intención de insertarse en los mercados internacionales. De esta manera, SFAM busca extender sus operaciones a Portugal, los Países Bajos e Italia.
Actualmente, el grupo cuenta con más de 4 millones de clientes y 2.500 socios en Europa y emplea a más de 1.600 personas.
En una entrevista con AFP, Sadri Fegaier, fundador de la compañía, aseguró que en cinco años, la empresa pasó de 50 millones de euros en volumen de negocios a 500 millones. Además, Fegaier anunció la estrategia del grupo para los próximos años y afirmó que esperan llegar a los mil millones en 2019-2020.
A través de un comunicado, SFAM anunció su intención de ampliar sus servicios de seguros para productos portátiles y multimedia, como así también de sus programas de devolución de dinero. En esa línea, en 2018, la empresa anunció el lanzamiento de un nuevo servicio en línea, bajo la marca Hubside.